# Gyranusoidea croton
Gyranusoidea croton är en stekelart som beskrevs av John S. Noyes och Hayat 1994. Gyranusoidea croton ingår i släktet Gyranusoidea och familjen sköldlussteklar. Inga underarter finns listade i Catalogue of Life.